# The Batman/Superman Hour
The Batman/Superman Hour foi bloco série animada de televisão produzida pela Filmation e exibida pela CBS entre 1968 e 1969. É a primeira versão animada de Batman, que divida o espaço com desenhos de  Superman e Superboy.

## Elenco
- Olan Soule .... Batman (Bruce Wayne)/Alfred Pennyworth
- Casey Kasem .... Robin (Dick Grayson)
- Jane Webb .... Batgirl (Barbara Gordon)/Mulher-Gato
- Larry Storch ... Coringa
- Ted Knight .... Narrador/Comissário Gordon/Pinguim/Charada/Mr. Freeze/Espantalho
- Bud Collyer .... Superman
- Jackson Beck .... Lex Luthor
- Jack Grimes .... Jimmy Olsen
- Joan Alexander .... Lois Lane

## Dublagem Brasileira
- Batman - Waldir Fiori
- Robin - Rodney Gomes
- Batgirl - Isaura Gomes
- Coringa - Telmo de Avelar
- Comissário Gordon - João Paulo Ramalho
- Pinguim - Borges de Barros
- Charada - Emerson Camargo
- Alfred Pennyworth - Luiz Carlos de Moraes
- Senhor Frio - Eleu Salvador
- Espantalho - Orlando Drummond
- Superman - Guálter França
- Lex Luthor - Milton Luis
- Jimmy Olsen - Jorge Barcellos
- Lois Lane - Vera Miranda
- Narrador - André Filho
- Estúdio: Herbert Richers

## Episódios[2]

### Batman
1. My Crime Is Your Crime
2. The Cool, Cruel Mr. Freeze
3. How Many Herring In A Wheelbarrow?
4. The Nine Lives of Batman
5. Bubi, Bubi, Who's Got The Ruby?
6. The Big Birthday Caper
7. Partner In Peril
8. Hizzoner The Joker
9. The Crime Computer
10. A Game Of Cat And Mouse
11. Will the Real Robin Please Stand Up?
12. Simon, The Pieman
13. From Catwoman With Love
14. A Perfidious Pieman Is Simon
15. The Fiendish, Frigid Fraud
16. The Jigsaw Jeopardy
17. It Takes Two To Make A Team

### Batman & Robin
1. A Bird Out Of Hand
2. The Joke's On Robin
3. In Again, Out Again, Penguin
4. Long John Joker
5. The 1001 Faces Of The Riddler
6. Two Penguins Too Many
7. The Underworld Underground Caper
8. Mr. Freeze's Frozen Vikings
9. The Great Scarecrow Scare
10. Beware Of Living Dolls
11. He Who Swipes The Ice, Goes To The Cooler
12. A Mad, Mad Tea Party
13. Perilous Playthings
14. The Cool, Cruel Christmas Caper
15. Enter The Judge
16. Wrath Of The Riddler
17. Opera Buffa